# 스미토모 금속공업

스미토모 금속공업 주식회사(일본어: 住友金属工業株式会社, Sumitomo Metal Industries, Ltd.)는 이전에 존재했던 일본의 대형 철강 업체이다.(고로 제조 등) 간사이 재계의 중진(간사이 재계 세 대가)이며, 스미토모 그룹의 핵심으로서 미쓰이스미토모 은행, 스미토모 화학과 함께 ‘스미토모 그룹 3개 기업’으로 불렸다.
2012년 10월 1일, 신일본제철에 합병되어 신일철주금이 발족되면서 해체되었고, 동시에 스미토모 그룹에서도 이탈했다.

## 개요
주요 사업은 철강산업으로 강관, 박판, 후판, 건축 자재, 철도 차량부품, 티타늄, 조강 등을 생산하는(조강 생산량은 연간 1000만톤) 업체였다. 이 중에서도 ‘파이프의 주금’이라고 말하는 것과 같이 심리스 파이프라는 원유 발굴용 강관은 세계적으로도 높은 지위를 확보하고 있었다. 그러나 심리스 파이프 가격은 유가와 연동되기 때문에, 1990년대의 유가 침체기에는 심리스 파이프도 적자를 내고 있었다. 이것은 주금 경영의 발목을 잡고 있었지만, 2000년 이후 원유 가격의 상승으로 수익이 개선되었다. 주력 제철소는 가시마 제철소와 와카야마 제철소이다. 가시마 제철소는 일본에서는 비교적 새로운 제철소에서 생산 효율이 뛰어났다. 2004년에는 가시마 제철소 내 대형의 새 고로를 건설했고, 비용 절감을 추진했다. 반면 와카야마 제철소는 오래되었기 때문에 생산 효율이 떨어져 있었다. 따라서 열간압연밀 라인의 중단과 상위 공정(제선 · 제강 라인)은 대만 · 중국강 철과의 합작 회사로 분리시키는 등 대규모 구조조정을 단행했다. 현재는 완벽한 파이프 생산 거점으로서 중요한 역할을 하고 있으며, 하이난시 하이난 강관 공장을 포함하여 새로운 설비 투자가 이루어졌다. 이 설비 투자를 통해 그 역할을 끝냈던 와카야마 제4고로는 1982년 2월 23일의 점화 이후 2009년 7월 11일 중단을 멈출 때까지, 27년 4개월 실행 가동일수를 기록하여 세계 최장 기록을 달성했다.

## 같이 보기
- 스미토모 정밀공업